# Willem Glashouwer jr.
Willem Jacobus Johannes Glashouwer (Hellendoorn, 16 november 1944) is een Nederlandse predikant en programmamaker. Sinds 1999 is hij  voorzitter van de internationale tak van Christenen voor Israël.

## Biografie
Glashouwer - die aanvankelijk Hans genoemd werd - werd geboren als zoon van predikant en EO-voorzitter Willem Glashouwer sr.. In de voetsporen van zijn vader ging hij theologie studeren in Groningen. Toen het initiatief ontstond voor de oprichting van een Evangelische Omroep voegde Glashouwer zich daar bij. Aanvankelijk als eindredacteur van het blad VISIE, daarna programmamaker TV en hoofd afdeling Filmzaken om voor de EO geschikte documentaires op te sporen, vooral bij de BBC in Londen. Ten slotte werd hij Hoofd Televisie.

### Televisie
Later presenteerde Glashouwer ook verschillende tv-programma's bij de EO, zoals Eén lichaam en Op zoek naar het hogere (in 1978 met Willem Ouweneel). Hij was ook eindredacteur van De Bijbel Open, een tv-serie (thans te horen op de radio in De Muzikale Fruitmand) waarin archeologen, dominees en rabbijnen te gast zijn. De serie bracht tevens een boekenserie met zich mee met titels als Het ontstaan van de Bijbel, Het ontstaan van de wereld en Het ontstaan van Israël. Sinds 2015 maakt Glashouwer programma's voor de zender Family7.

### Wetenschap
Samen met onder andere Koos van Delden en Willem Ouweneel werd Glashouwer een van de belangrijkste promotors van het creationisme, een stroming die de evolutietheorie (deels) afwijst en bepleit dat er een scheppende hand achter het universum zit. Het drietal nam, geïnspireerd door orthodox-protestantse stromingen in de Verenigde Staten, in 1974 ook de stap tot de oprichting van de Stichting ter bevordering van Bijbelgetrouwe Wetenschap. Het doel was het stichten van een universiteit waar op christelijke grondslag wetenschap zou worden bedreven. Dit mondde uit in de Evangelische Hogeschool, dat een opstapje moest zijn naar de vestiging van een christelijke universiteit. In 1991 ontstond er een bestuurscrisis, waardoor het bestuur waar Glashouwer deel van uitmaakte moest aftreden.

### Predikant
Inmiddels was Glashouwer vertrokken bij de EO en ging hij aan de slag als Hervormd predikant, eerst in Tull en 't Waal en Honswijk (1989) en Katwijk aan Zee (1992). Door Karel van Oordt werd hij in 1999 gevraagd als voorzitter van Christenen voor Israël. Sinds 1999 is de dominee voorzitter van de internationale tak van die organisatie.

## Persoonlijk
In 1992 werd een hersentumor ontdekt bij Glashouwer. Na een zware operatie en opvolgende revalidatie-periode herstelde zijn gezondheid en kon hij zijn werk als predikant hervatten.
Willem Glashouwer jr. is getrouwd met Marianne Glashouwer-van der Lugt, als omroepster een van de gezichten van de EO in de jaren zeventig en tachtig van de twintigste eeuw. Samen kregen zij vier kinderen.
- Gemeinsame Normdatei: 1027643523
- International Standard Name Identifier: 0000 0003 8362 2587
- Library of Congress Control Number: n85282288
- Nationale Bibliotheek van Israël: 987007261733405171
- Nationale Bibliotheek van Polen: a0000002959766
- Nederlandse Thesaurus van Auteursnamen: 097616621
- Virtual International Authority File: 270610769
- WorldCat: E39PBJfx8QqyFVGX3qVMKVxYyd